# Toni von Tuason
Toni von Tuason (* 9. April 1909 in Wil SG, als Maria Antoinette Elvira Tuason; † 4. Mai 1996 in Locarno) war eine Schweizer Schauspielerin und Hörspielsprecherin.

## Biografie

### Familie
Von Tuason wurde im Jahr 1909 als letztes von sechs Kindern geboren. Einer ihrer Brüder, Vicente, wurde Präsident der Generaldirektion der PTT. Ihr Vater Josef Vincente Tuason war 1871 in Manila auf den Philippinen geboren worden. Dessen Vater war als Bankier tätig und hatte seinen Sohn 1883 in die Schweiz ins Institut Lutz in St. Gallen geschickt. Nach drei Jahren besuchte er für zwei Jahre die Kantonsschule in St. Gallen, absolvierte eine kaufmännische Lehre bei der Firma Müller in Wil, heiratete 1896 Maria Emma Engeler und wurde 1898 in Jonschwil eingebürgert. Er betrieb Handel mit Kolonial-, Spezerei- und Tuchwaren. Er war auch in der Theatergesellschaft Wil als Sänger tätig. Er starb, als Toni von Tuason fünf Jahre alt war.

### Karriere
Von Tuason erhielt Sprechunterricht in Zürich sowie eine Schauspielausbildung bei Kurt Junker in Stuttgart. Anschliessend folgte eine lange Karriere im deutschsprachigen Raum, bis zu ihrer Pensionierung 1969. Unter anderem war von Tuason Teil des Cabaret Cornichon. 1949 hatte sie grossen Erfolg als Antigone im gleichnamigen Stück von Jean Anouilh am Stadttheater Bern. Sie schrieb ausserdem Theaterversionen von bekannten Märchen, aber auch eigene Werke wie «Die eigensinnige Prinzessin und der Kater Lump», das am 19. November 1966 am Theater Basel aufgeführt wurde. Sie gab auch Schauspielunterricht. Ein bekannter Schüler war der Clown Dimitri.

### Privates
Nach ihrer Pensionierung lebte sie ab 1969 in Ronco sopra Ascona, leitete Yogakurse und war als Organistin tätig. Sie war mit dem Schauspieler Rudi Wiechel verheiratet, der 1986 verstarb. Sie starb am 4. Mai 1996 in Locarno.

## Hörspiele (Auswahl)
- 1950: Arnold H. Schwengeler: Der Stern von Bethlehem (Die Nachbarin) – Regie: Kurt Bürgin (Original-Hörspiel – DRS)
- 1951: Friedrich Hebbel: Maria Magdalena (Magd) – Regie: Kurt Bürgin (Hörspielbearbeitung – DRS)
- 1954: Lucille Fletcher: Falsch verbunden – Regie: Kurt Bürgin (Originalhörspiel, Kriminalhörspiel – DRS)
- 1959: Dieter Rohkohl: Erster Preis ein Heinzelmann (Journalistin) – Regie: Alfons Hoffmann (Originalhörspiel – DRS)

Quelle: Internetdatenbank HörDat